# Hattingen (Adelsgeschlecht)

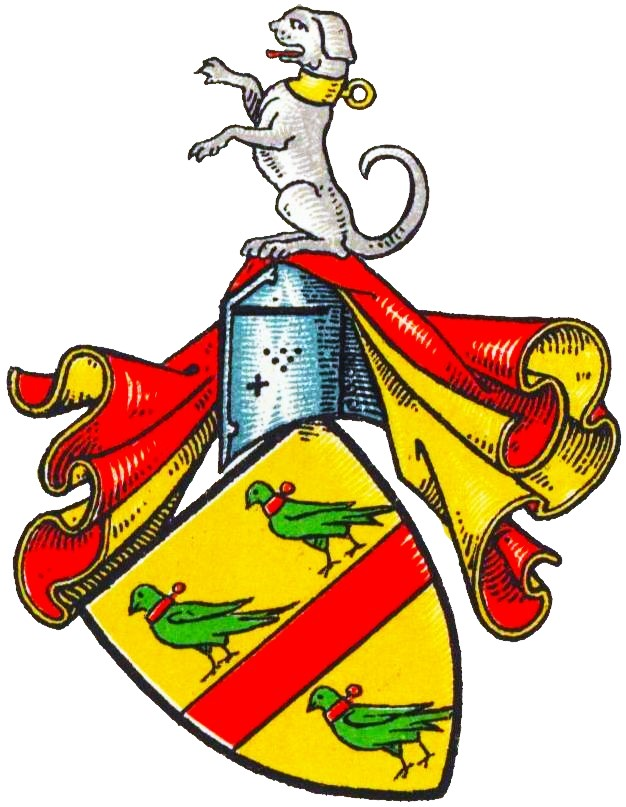
Wappen derer von Hattingen im Wappenbuch des Westfälischen Adels

Hattingen ist der Name eines erloschenen westfälischen Adelsgeschlechts.

## Geschichte
Der namensgebende Stammsitz des Geschlechts lag in Hattingen an der Ruhr. Bereits 1275 erscheint ein Ritter Goswin von Hattenecke im Gefolge des Erzbischofs von Köln Siegfried von Westerburg. Arnold von Hattingen war 1288 Zeuge und 1298 Bürge des Erenfried Quatterland für die Rückgabe des Schlosses Rodenberg an den Erzbischof von Köln. 1317 erscheint ein Goswin von Hattingen, 1329 ein Arnoldus de Hattnegge mit seinen Söhnen Hinrich und Arnold. Letzterer erscheint mit seinem gleichnamigen Vater noch einmal 1334. 1396 verzichtete Heinrich von Hattingen, der mit dem Hof Swansbell belehnt war, zugunsten seines Schwagers Goswyn Holthuys.
Laut Max von Spießen erscheint die Familie noch 1437. In jenem Jahr heiratete eine von Hattingen den Diederich von Asbeck genannt Pinsequat. Ein Ludwig von Hattem, Amtmann und Verwalter der abteilich-essenschen Güter im Salland im Bistum Utrecht reversierte aber noch 1445 eine Urkunde mit dem Siegel derer von Hattingen.

## Persönlichkeiten
- Heinrich von Hattingen, Domherr in Münster am Ende des 14. und zu Beginn des 15. Jahrhunderts

## Wappen
Blasonierung: In Gold ein roter Balken von drei (2:1) grünen Papageien mit roten Halsbändern begleitet. Auf dem Helm mit rot-goldenen Helmdecken ein sitzender silberner Hund mit goldenem Halsband.
Eine Wappenvariante hat als Helmzier auf dem gekrönten Helm einen offenen, rechts goldenen und links roten Flug. Anton Fahne berichtet von einer weiteren Variante: Ein Knappe Goswin von Hattingen siegelte 1320 mit einem Wappen, das einen rechtsschauenden Hundekopf zeigt.
Das Wappen des Amts Hattingen ist eine Kombination der Wappen derer von Hattingen und der Grafen von der Mark.

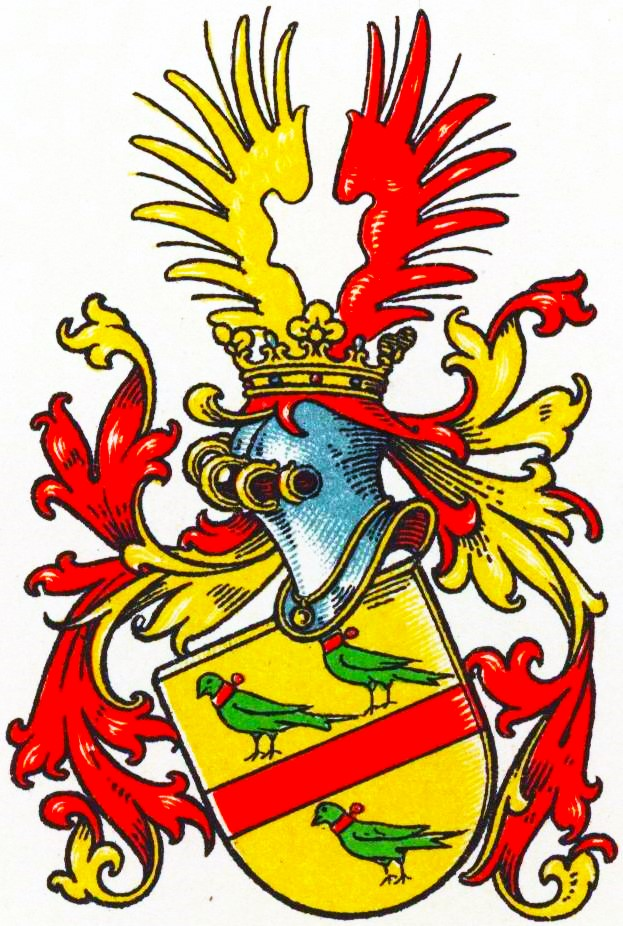
Variante des Wappens derer von Hattingen
Wappen des Amts Hattingen